# Fabio Basile
Fabio Basile (Rivoli, 7 oktober 1994) is een Italiaans judoka in de klasse tot 66 kg. Hij nam eenmaal deel aan de Olympische Spelen en werd hierbij olympisch kampioen.

## Carrière
In 2015 werd Basile Europees kampioen bij de junioren (U23). In 2016 neemt hij deel aan de OS in Rio de Janeiro. In de finale won Basile met ippon van de Zuid-Koreaan An Ba-ul. Hiermee behaalde hij de eerste Olympische medaille voor Italië op deze Olympische Spelen. 

## Belangrijkste resultaten

### Klasse tot 55 kg
Kampioenschappen
- 2010:  WK U20

### Klasse tot 60 kg
Kampioenschappen
- 2012:  Italiaanse kamp.
- 2012:  EK U23
- 2013:  Italiaanse kamp.
- 2014:  EK U21

### Klasse tot 66 kg
Kampioenschappen
- 2014:  Italiaanse kamp.
- 2015:  Italiaanse kamp.
- 2015:  EK U23
- 2016:  EK
- 2016:  OS

Continental Open
- 2015:  European Open Glasgow
- 2016:  African Open Casablanca

IJF World Tour
- 2016:  Grand Prix Tbilisi

Andere internationale toernooien
- 2014:  European Cup Celje Podčetrtek
- 2015:  European Cup Sindelfingen

1980: Nikolaj Solodoechin ·
1984: Yoshiyuki Matsuoka ·
1988: Lee Kyung-keun ·
1992: Rogério Sampaio ·
1996: Udo Quellmalz ·
2000: Hüseyin Özkan ·
2004: Masato Uchishiba ·
2008: Masato Uchishiba · 
2012: Lasja Sjavdatoeasjvili · 
2016: Fabio Basile · 
2020: Hifumi Abe · 
2024: Hifumi Abe